# Ameerega hahneli
Espèce
Synonymes
- Dendrobates hahneli Boulenger, 1884 "1883"
- Epipedobates hahneli (Boulenger, 1884 "1883")

Statut de conservation UICN

 LC  : Préoccupation mineure
Statut CITES
Ameerega hahneli est une espèce d'amphibiens de la famille des Dendrobatidae.

## Répartition
Cette espèce se rencontre au Brésil, en Guyane, au Suriname, au Guyana, dans le Sud du Venezuela, dans le sud-est de la Colombie, dans l'est de l'Équateur, dans l'est du Pérou et dans le nord de la Bolivie jusqu'à 400 m d'altitude dans le bassin amazonien.

## Étymologie
Cette espèce est nommée en l'honneur de Paul Hahnel.

## Publication originale
- Boulenger, 1884 "1883" : On a Collection of Frogs from Yurimaguas, Huallaga River, Northern Peru. Proceedings of the Zoological Society of London, vol. 1883, no 4, p. 635-638 (texte intégral).